# Specialist ouderengeneeskunde
Een specialist ouderengeneeskunde (voorheen verpleeghuisarts) is een arts in de geriatrie die zich gespecialiseerd heeft in de zorg voor ouderen en chronisch zieken. 
Van oorsprong was de verpleeghuisarts werkzaam in verpleeghuizen, maar steeds vaker ook daarbuiten, omdat er door de dubbele vergrijzing steeds meer ouderen langer thuis wonen. De verpleeghuisgeneeskunde is in Nederland sinds 1990 een erkend medisch specialisme.
De naamgeving voor het specialisme verpleeghuisgeneeskunde en de te voeren titel verpleeghuisarts voldeed steeds minder, en de specialismen verpleeghuisgeneeskunde en sociale geriatrie groeiden steeds meer naar elkaar toe. Begin 2009 heeft de Nederlandse minister van VWS ingestemd met de samenvoeging van de verpleeghuisgeneeskunde en de sociale geriatrie tot het nieuwe 'specialisme ouderengeneeskunde' Sinds 15 juli 2009 voert elke specialist die in het CHVG-register voor specialisten ouderengeneeskunde is ingeschreven de beroepsnaam 'specialist ouderengeneeskunde'.
In Nederland is deze beroepsopleiding te volgen aan de Vrije Universiteit Amsterdam, de Radboud Universiteit Nijmegen, de Universiteit Leiden, de Universiteit Maastricht en de Rijksuniversiteit Groningen.